# Índia nos Jogos Paralímpicos de Verão de 2012
A Índia irá participar dos Jogos Paralímpicos de Verão de 2012, que irão acontecer na cidade de Londres, no Reino Unido.

## Desempenho

### Levantamento de peso
Masculino
| Atletas              | Evento   | Resultado | Posição |
| -------------------- | -------- | --------- | ------- |
| Farman Basha         | -48 kg   | 150,0     | 5º      |
| Rajindersingh Rahelu | -67.5 kg | NM        | NM      |
| Sachin Chaudhary     | -82.5 kg | 187,0     | 9º      |

### Natação
Masculino
| Atletas          | Evento               | Preliminares | Preliminares | Final       | Final       |
| Atletas          | Evento               | Marca        | Posição      | Marca       | Posição     |
| ---------------- | -------------------- | ------------ | ------------ | ----------- | ----------- |
| Sharath Gayakwad | 50 metros livre - S8 | 28s98        | 12º          | Não avançou | Não avançou |